# The Fighting Lady
The Fighting Lady ist ein 1944 produzierter US-amerikanischer Dokumentarfilm über den Einsatz des Flugzeugträgers Yorktown im Pazifik während des Zweiten Weltkrieges. 1945 wurde der Film als bester Dokumentarfilm mit dem Oscar ausgezeichnet.

## Handlung
Der Film beschreibt den Dienst auf einem Flugzeugträger der Essex-Klasse der US Navy, der The Fighting Lady genannt wird, die später als USS Yorktown identifiziert wurde. Nachdem das Schiff 1943 fertiggestellt und in Dienst genommen wurde, nimmt es Kurs auf den Panamakanal, um den Kriegsschauplatz im Pazifischen Ozean zu erreichen.
Das tägliche Leben an Bord des Flugzeugträgers wird detailliert beschrieben. Nicht nur die Besatzungsmitglieder, die direkt oder indirekt am Kampfgeschehen beteiligt sind, werden vorgestellt. Auch die Arbeit der Ärzte, Apotheker, Friseure, Schuster usw. wird angesprochen.
Die erste Mission ist der Angriff auf einen japanischen Stützpunkt auf die Koralleninsel Minami-Torishima (Marcus Island). Kampfflugzeuge und Bomber starten vom Träger aus, die Japaner kontern mit einem Torpedoangriff. Bei der Mission werden 19 japanische Flugzeuge zerstört. Es folgen Einsätze bei der Operation Hailstone, dem Angriff auf Truk sowie der Schlacht in der Philippinensee.
Nach einem Jahr Dienst hat die Fighting Lady 757 japanische Flugzeuge zerstört. Der Film endet mit einer Ehrenbezeigung für die gefallenen Mannschaftsmitglieder.

## Hintergrund
Der Film wurde von der amerikanischen Marine produziert und von 20th Century Fox in den Vertrieb gebracht. Die Uraufführung fand am 21. Dezember 1944 statt. Im deutschsprachigen Raum erschien er erstmals am 2. August 1946 in österreichischen Kinos unter dem Titel Die Amazone.
Gedreht wurde an Bord des Flugzeugträgers USS Yorktown. Das Produktionsstudio gab an, bei den Kampfszenen eine spezielle Kamera benutzt zu haben, die mit dem Maschinengewehr synchronisiert war.
Der Film ist der erste, der von einer Abteilung der Streitkräfte der USA produziert und von einer kommerziellen Gesellschaft in den Vertrieb genommen wurde. Der Gewinn wurde vom Studio dem Navy-Marine Corps Relief Society, einer Wohltätigkeits-Organisation der Navy, und dem Naval Aid Auxiliary, einem Navy-Hilfsfonds, gespendet.
Erzähler des Films waren Robert Taylor (US-Version), der zum Zeitpunkt der Produktion selber Reserve-Lieutenant der Navy war, und Charles Boyer (französische Version).

## Auszeichnungen
1945 wurde der Film in der Kategorie Bester Dokumentarfilm mit dem Oscar ausgezeichnet. Der New York Film Critics Circle ehrte den Film mit einem Spezialpreis.